# Cerkiew św. Mikołaja w Rzeżycy
Cerkiew św. Mikołaja w Rzeżycy (łot. Rēzeknes Svētā Nikolaja vecticībnieku lūgšanu nams) – molenna staroobrzędowców wybudowana w połowie XIX wieku znajdująca się w Rzeżycy przy J. Siņicina ielā 4.